# District de Felletin
Le district de Felletin est une ancienne division territoriale française du département de la Creuse de 1790 à 1795.
Il était composé des cantons de Felletin, la Courtine, Crocq, Flayat et Gentioux.